# Пэйн, Джон (святой)
Джон Пэйн (англ. John Payn, 1532, Питерборо, Кембриджшир — 2 апреля 1582, Челмсфорд) — святой Римско-католической церкви, священник, мученик.
Джон Пэйн был казнён через четвертование и повешение за приверженность католицизму. Джон Пэйн был беатифицирован 29 декабря 1886 года Римским папой Львом XIII и канонизирован 25 октября 1970 года Римским папой Павлом VI в группе 40 английских и уэльских мучеников.

## Источник
- Święci na każdy dzień. T. II: Kwiecień. Kielce: Wydawnictwo Jedność, 2009, s. 14. ISBN 978-83-7558-294-9.
- Catholic Encyclopedia, NY, 1913